# Years
«Years» —en español: «Años»— es una canción realizada por el disc jockey y productor sueco Alesso, con la colaboración del cantante estadounidense Matthew Koma. Fue lanzado el 4 de agosto de 2012, por Refune Records, el sello de Sebastian Ingrosso. Fue estrenado su versión instrumental el 17 de febrero de 2012 por la agrupación Swedish House Mafia, en el programa radial “Essential Selection” emitido por BBC Radio 1, en un espacio otorgado por Pete Tong a los suecos denominado “Swedish House Mafia Takeover”.

## Video musical
El video fue producido por la compañía Camp David y está dirigido por Henrik Hanson. Este video muestra el esfuerzo que hizo Alesso para convertirse en lo que es hoy en día, desde sus inicios cuando era un niño delante de un piano pasando a través de pruebas y tribulaciones de lo que esencialmente necesita una persona para convertirse en un DJ popular. Comenzando así con un equipo mínimo, tocando en clubes pequeños, repartiendo demos a extraños al azar y, recrea una escena cuando le entrega un demo a Sebastian Ingrosso, hasta llegar a presentarse en grandes festivales como su show en el EDC en Nueva York.
El vídeo muestra también una escena que representa el trágico asesinato de un amigo íntimo de Alesso, Riccardo Campogiani brutalmente golpeado hasta la muerte por una pandilla en 2007. El caso conmocionó a la sociedad sueca y se tomó conciencia creando asociaciones en contra de la violencia en la vía pública.

## Lista de canciones
| Descarga digital |                                     |          |  |
| N.º              | Título                              | Duración |  |
| 1.               | «Years» (Radio Edit)                | 3:15     |  |
| 2.               | «Years» (Vocal Extended Mix)        | 4:37     |  |
| 3.               | «Years» (Extended Instrumental Mix) | 4:37     |  |

| Descarga digital (Remix) |                                |          |  |
| N.º                      | Título                         | Duración |  |
| 1.                       | «Years» (Hard Rock Sofa Remix) | 6:37     |  |

## Posicionamiento en listas
| Lista (2012–13)                           | Mejor posición |
| ----------------------------------------- | -------------- |
| Bélgica (Ultratip flamenca)               | 33             |
| Bélgica (Ultratip valona)                 | 39             |
| Francia (SNEP)                            | 163            |
| Irlanda (IRMA)                            | 47             |
| Países Bajos (Mega Single Top 100)        | 86             |
| Reino Unido (The Official Charts Company) | 109            |
| Suecia (Sverigetopplistan)                | 24             |